# Johnny Horton
Pour les articles homonymes, voir Horton.
John Gale Horton (30 avril 1925 – 5 novembre 1960) est un chanteur et guitariste américain de musique country et de rockabilly.

## Biographie
Issu de la hillbilly, ancêtre de la musique country aux États-Unis, Johnny Horton connait un succès croissant dans les années 1950 grâce à son style innovant de « country rock », qui séduit aussi bien les amateurs de country que de rockabilly. Ses mélodies entraînantes sont servies par sa voix claire et chaleureuse, considérée comme l'une des plus belles du genre. C'est aussi un excellent « story teller » ; à l'instar de Johnny Cash, il gagne son public grâce à des textes solides. Il chante non seulement des épisodes de l'histoire américaine, mais aussi le quotidien des humbles, des descendants de pionniers à la vie difficile, des mineurs, des travailleurs à la petite semaine, des cow-boys, des indiens, mais aussi des chansons sentimentales vivantes et enjouées.
Il a signé de nombreux titres devenus des classiques, et prisés des amateurs, tels que I'm Coming Home, Honky-Tonk Man, The Wild One, Lost Highway, Honky-Tonk Hardwood Floor, The Woman I Need, All Grown Up, Sal's Got A Sugar Lip, Got The Bull By The Horns, The Golden Rocket, Honky-Tonk Mind...
Mais il est surtout connu pour ses titres The Battle of New Orleans (repris par le chanteur britannique Lonnie Donegan, et distingué en 1960 comme meilleur disque Country & Western) ; When It's Springtime in Alaska (It's Forty Below), et surtout North to Alaska, musique du film d'Henry Hathaway Le Grand Sam, avec John Wayne et Stewart Granger. 

### Succès international avecSink the Bismarcken 1960
Peu de temps avant sa mort, il interprète Sink the Bismarck, un titre qui revient sur la traque par la Royal Navy du cuirassé allemand le Bismarck au cours du printemps 1941. Écrite par Tillman Franks, la chanson connait un véritable succès en se positionnant à la troisième place dans les charts. La chanson, dont le titre initial comporte une faute d'orthographe couramment répandue à savoir "Bismark" et non Bismarck, entretient un lien étroit avec le film éponyme sorti la même année, et produit par la 20th Century Fox. Craignant que l'histoire du cuirassé n'intéresse pas les spectateurs américains, la société de production américaine a utilisé le registre musical pour augmenter la visibilité de son film.

### Décès
Il meurt en 1960, dans un accident de voiture, alors qu'il est au sommet de sa célébrité.
Son fils, Tommy Horton, est également chanteur et musicien. Il reprend certaines chansons de son père, notamment The Same Old Tale The Crow Told Me.

## Discographie

### Albums
| Année | Single                          | Positions  | Positions | RIAA     | Label    |
| Année | Single                          | US Country | US        | RIAA     | Label    |
| ----- | ------------------------------- | ---------- | --------- | -------- | -------- |
| 1959  | The Spectacular Johnny Horton   |            |           |          | Columbia |
| 1960  | Johnny Horton Makes History     |            |           |          | Columbia |
| 1961  | Greatest Hits                   |            | 8         | Platinum | Columbia |
| 1962  | Honky Tonk Man                  |            | 104       |          | Columbia |
| 1965  | I Can't Forget You              |            |           |          | Columbia |
| 1967  | Johnny Horton On Stage          | 37         |           |          | Columbia |
| 1968  | The Unforgettable Johnny Horton |            |           |          | Columbia |
| 1970  | On the Road                     |            |           |          | Columbia |
| 1970  | The Legendary Johnny Horton     |            |           |          | Columbia |
| 1971  | The Battle of New Orleans       |            |           |          | Columbia |
| 1971  | The World                       |            |           |          | Columbia |

### Singles
| Année | Single                                            | Positions  | Positions | Album                         |
| Année | Single                                            | US Country | US        | Album                         |
| ----- | ------------------------------------------------- | ---------- | --------- | ----------------------------- |
| 1956  | Honky-Tonk Man                                    | 9          |           | singles only                  |
| 1956  | I'm a One-Woman Man                               | 7          |           | singles only                  |
| 1957  | I'm Coming Home                                   | 11         |           | singles only                  |
| 1957  | The Woman I Need                                  | 9          |           | singles only                  |
| 1958  | All Grown Up                                      | 8          |           | singles only                  |
| 1959  | When It's Springtime in Alaska (It's Forty Below) | 1          |           | The Spectacular Johnny Horton |
| 1959  | The Battle of New Orleans                         | 1          | 1         | The Spectacular Johnny Horton |
| 1959  | Johnny Reb                                        | 10         | 54        | Johnny Horton Makes History   |
| 1959  | Sal's Got a Sugar Lip                             | 19         | 81        | single uniquement             |
| 1960  | Sink the Bismarck                                 | 3          | 6         | Johnny Horton Makes History   |
| 1960  | Johnny Freedom                                    |            | 69        | Johnny Horton Makes History   |
| 1960  | North to Alaska                                   | 1          | 4         | Greatest Hits                 |
| 1961  | Sleepy-Eyed John                                  | 9          | 54        | Honky-Tonk Man                |
| 1961  | Ole Slew-Foot                                     |            | 110       | Honky-Tonk Man                |
| 1962  | Honky-Tonk Man (ré-édition)                       | 11         | 96        | Honky-Tonk Man                |
| 1963  | All Grown Up (ré-édition)                         | 26         |           | single seulement              |